# 271 (số)
271 (hai trăm bảy mươi mốt) là một số tự nhiên ngay sau 270 và ngay trước 272.